# Overeanivka, Novotroiițke
Overeanivka (în ucraineană Овер'янівка) este un sat în comuna Sîvașivka din raionul Novotroiițke, regiunea Herson, Ucraina.

## Demografie
Componența lingvistică a localității Overeanivka
     Ucraineană (78,7%)
     Rusă (20,37%)
     Alte limbi (0,93%)
Conform recensământului din 2001, majoritatea populației localității Overeanivka era vorbitoare de ucraineană (78,7%), existând în minoritate și vorbitori de rusă (20,37%).